# Enlinia hirtitarsis
Enlinia hirtitarsis är en tvåvingeart som beskrevs av Robinson 1969. Enlinia hirtitarsis ingår i släktet Enlinia och familjen styltflugor.
Artens utbredningsområde är Puebla (Mexiko). Inga underarter finns listade i Catalogue of Life.